# カーミヤンシケ市電
カーミヤンシケ市電（ウクライナ語: Кам'янський трамвай、ウクライナ語: Каменский трамвай）は、ウクライナの都市・カーミヤンシケ（旧：ドニプロゼルジーンシク）に存在する路面電車である。

## 概要
ソビエト連邦（ソ連）時代、カーミヤンシケがドニプロゼルジーンシクと言う地名であった1935年11月27日に開通した路面電車。第二次世界大戦下、ドイツ軍占領下でも営業運転が継続して行われ、戦後は都市の発展と共に路線の拡張が行われた。最盛期となった1994年の時点では9系統・221両、2箇所の車庫を擁する大規模な路線網が存在したが、以降は路線の廃止が相次ぎ、2020年時点で10分の1の規模にまで縮小している。一時は路線を全て廃止する提案が地元の政治家から出された事もあったものの実行に移される事は無く、同年現在4つの系統による運行が続いている。
2019年まで路線バスと共にKPトラムヴァーイ（КП «Трамвай»）によって運営されていたが、同年6月1日以降は路線バスの組織（KATP-042802、КАТП-042802）と分離し、新たに設立された路面電車の維持・管理を主業務とする組織「KPトランスポート（КП «Транспорт»）」に運営権が移管されている。今後は新造・中古を含む車両の購入や施設の修繕など路面電車網の更新が行われる予定である。

## 運行
2020年現在運行している系統は以下の通り。運賃は4フリヴニャで、月額168フリヴニャの定額制サービスに対応したカードの展開も実施している。
| 系統番号 | 起点                   | 終点           | 営業キロ | 運行間隔 | 備考  |
| -------- | ---------------------- | -------------- | -------- | -------- | ----- |
| 1        | вул. Сергія Слісаренка | пл. ДМК        | 4.71km   | 10-15分  | [ 6 ] |
| 2        | пл. ДМК                | вул. Дунайська | 11.56km  | 14-18分  | [ 7 ] |
| 3        | пл. ДМК                | с. Карнаухівка | 9.65km   | 30-40分  | [ 8 ] |
| 4        | ДКХЗ                   | вул. Одеська   | 12.02km  | 20-25分  | [ 9 ] |

系統図
1号線
2号線
3号線
4号線

## 車両
2019年時点で、カーミヤンシケ市電には34両の営業用車両が在籍しており、そのうち営業運転が可能な状態が維持されているのは24両である。カーミヤンシケ市議会では2020年から2025年までに中古車両の譲渡を含めて合計21両の車両を購入する計画が採択されており、そのうち2020年分に関しては6両の新造車両および3両の中古車両の導入を予定している。
2020年現在、カーミヤンシケ市電で使用されている車両の主要形式は以下の通り。そのうち、タトラT3のうち17両については2025年から2026年にかけてタトラ＝ユークによる更新工事および低床部分の設置が行われる事になっている。

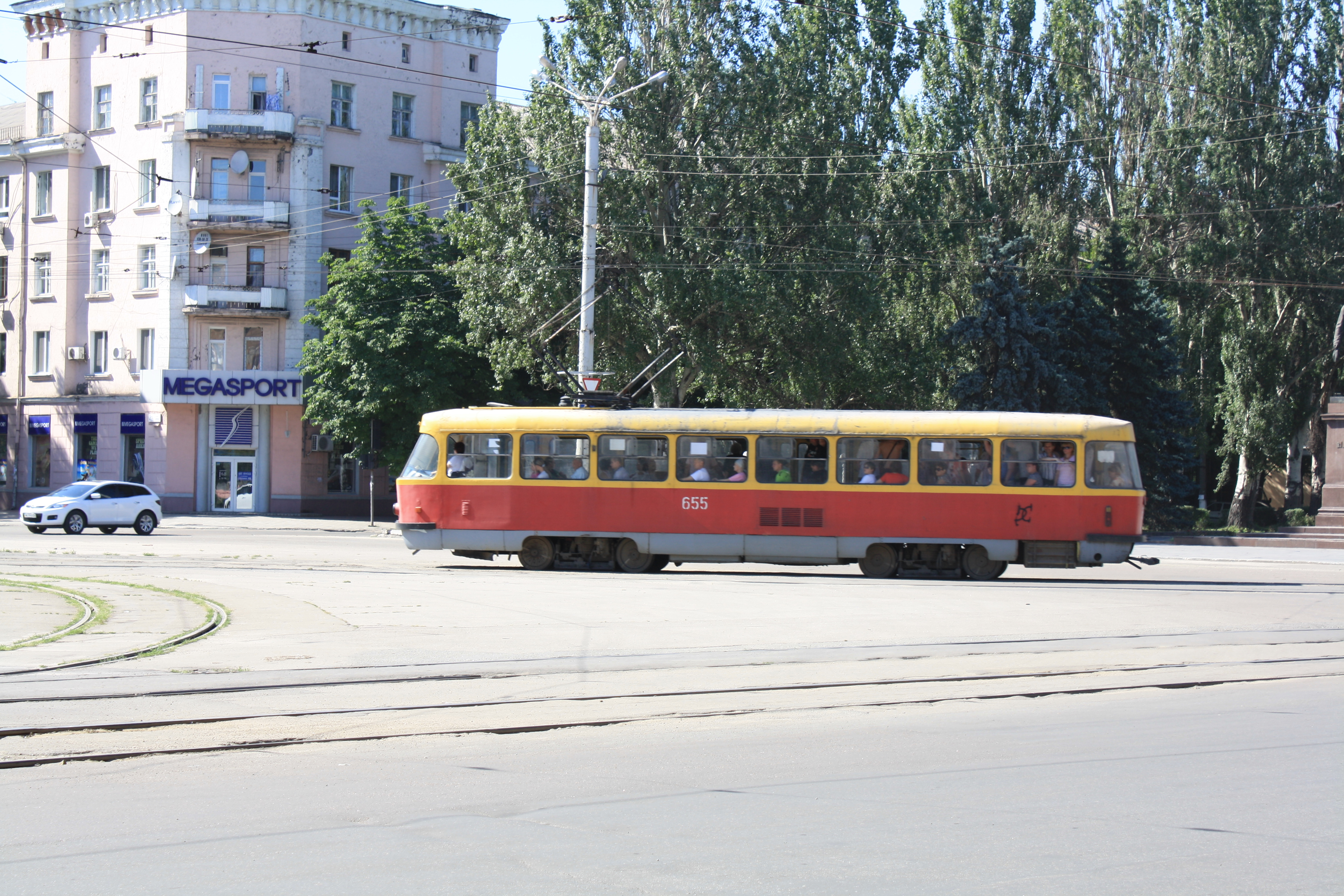
タトラT3
  - タトラT3SU
  - タトラT3SUCS
  - タトラT3
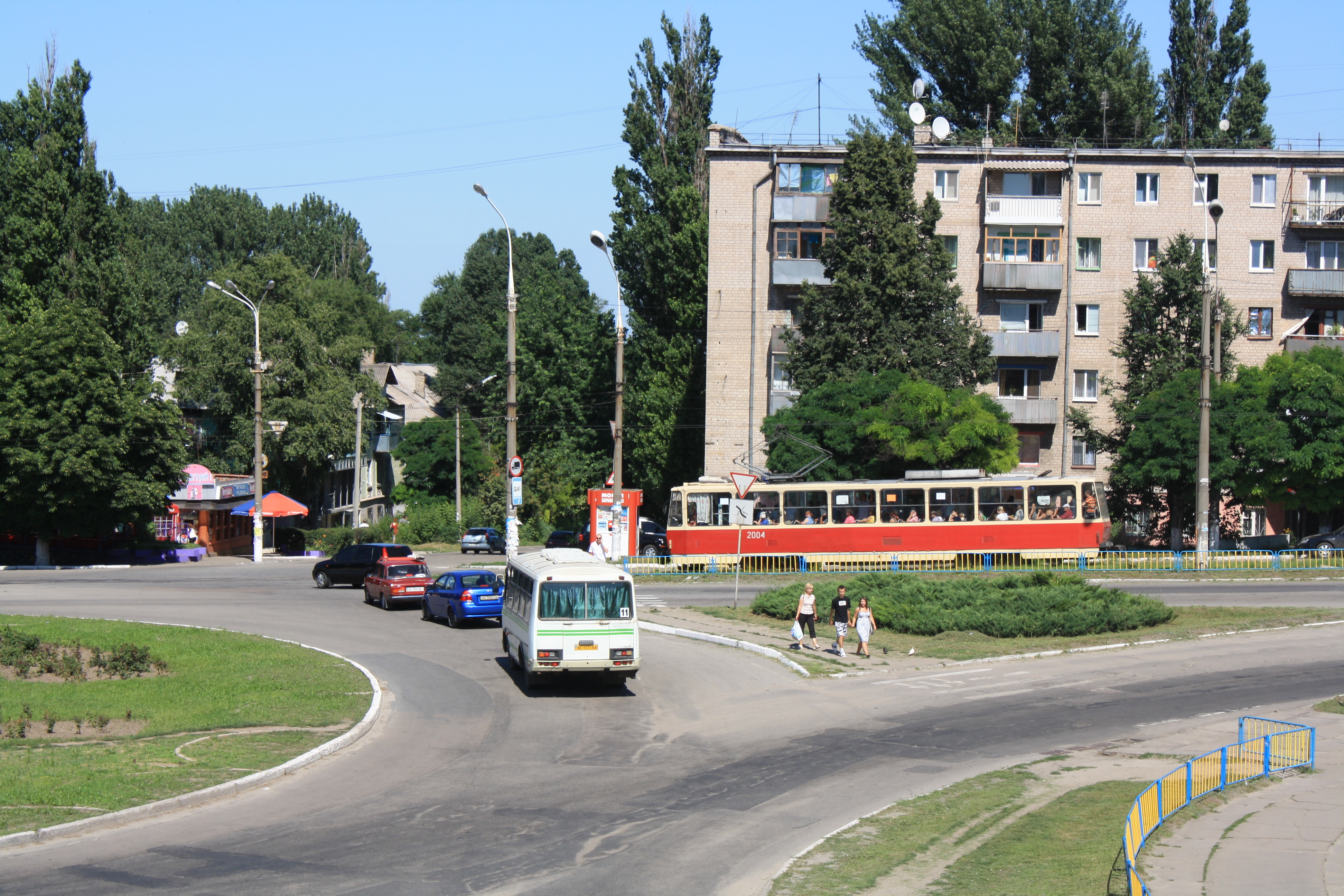
タトラT6B5（T3M）
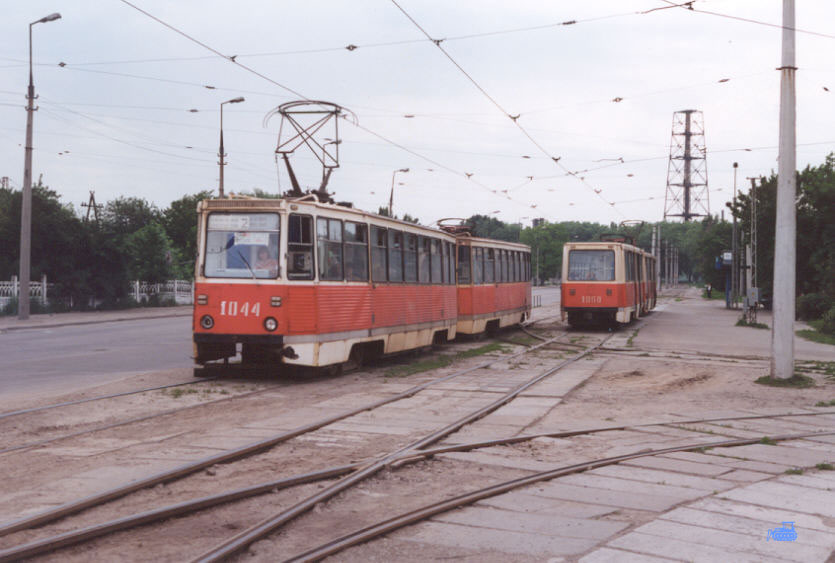
KTM-5M3（71-605）
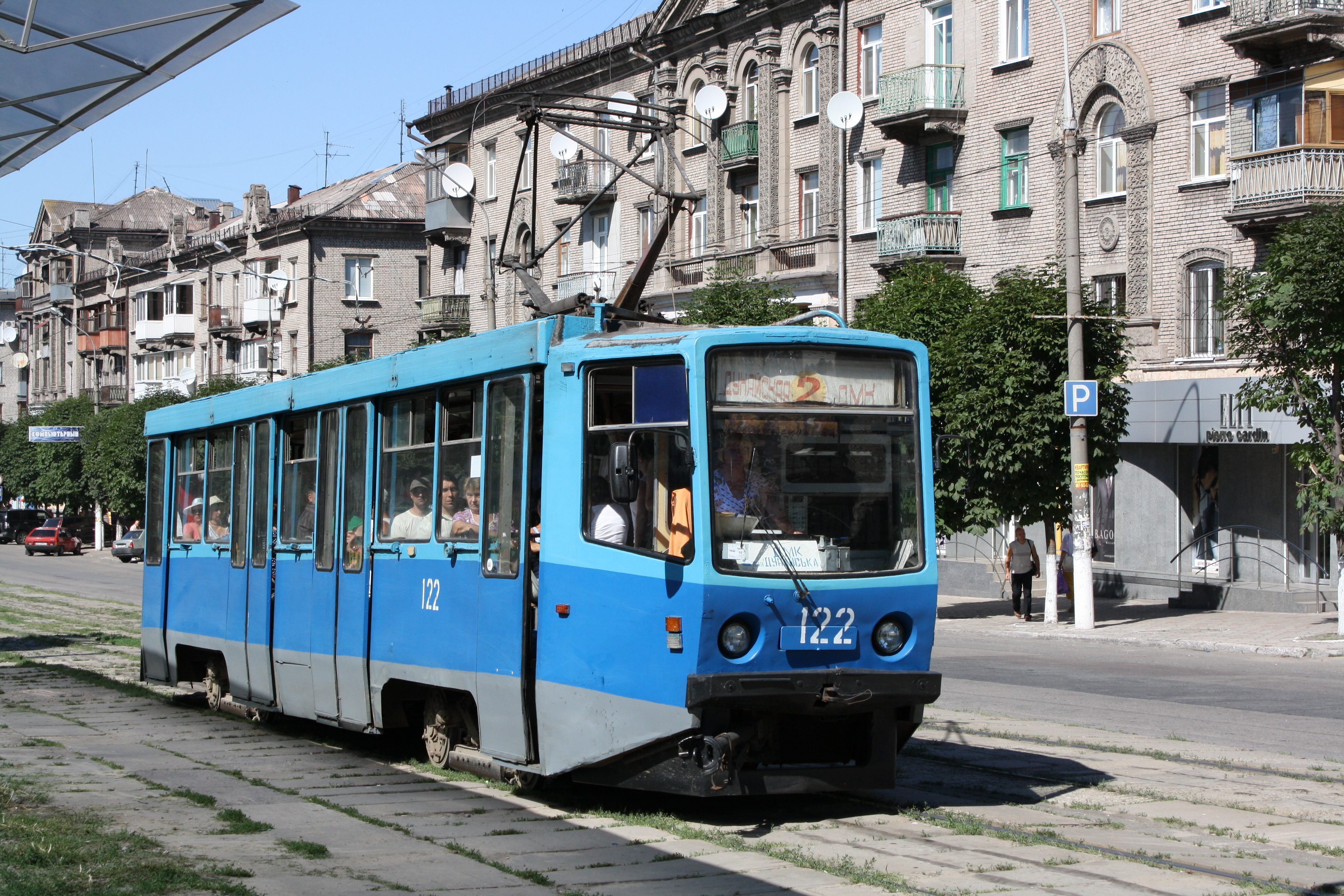
KTM-8（71-608KM）
- K-1

- タトラT3
- タトラT6B5（T3M）
- KTM-5M3
- KTM-8

## 事故
1996年7月2日、当時の市電におけるメンテナンス不足や車両状態の悪化、管理体制の不備が引き金となり、制動装置が故障した車両が脱線し道路側に設置されていたコンクリートの壁と衝突する事故が発生した。死者34人、負傷者100人以上を記録しており、2019年現在でも旧ソ連時代も含めたウクライナの路面電車で最悪の事故である。またこの事故の責任を取り、当時のドニプロゼルジーンシク市長が辞任する事態となった。